# Judo na Igrzyskach Ameryki Środkowej i Karaibów 1978
Turniej judo na Ameryki Środkowej i Karaibów odbył się w marcu 1978 roku w Medellín.

## Klasyfikacja medalowa
Gospodarz zawodów został zaznaczony kolorem.
| Miejsce | Państwo             |   |   |    | Razem |
| ------- | ------------------- | - | - | -- | ----- |
| 1       | Kuba                | 8 | 0 | 0  | 8     |
| 2       | Portoryko           | 0 | 2 | 6  | 8     |
| 3       | Wenezuela           | 0 | 2 | 2  | 4     |
| 4       | Panama              | 0 | 1 | 2  | 3     |
| .       | Kolumbia            | 0 | 1 | 2  | 3     |
| .       | Meksyk              | 0 | 1 | 2  | 3     |
| 7       | Antyle Holenderskie | 0 | 1 | 1  | 2     |
| 8       | Dominikana          | 0 | 0 | 1  | 1     |
| Razem   | Razem               | 8 | 8 | 16 | 32    |

## Medaliści

### Mężczyźni
| Konkurencja: | Złoto:              | Srebro:         | Brąz:                          |
| −60kg        | Tomás Cruz          | Víctor Urbina   | Carlos Lube Octavio Góngora    |
| −65kg        | Héctor Rodríguez    | Gerardo Padilla | Juan Chalas Ángelo Ruiz        |
| −71kg        | Guillermo de Nelson | Jaime Jaramillo | Andrés Puentes Jorge Rodríguez |
| −78kg        | Juan Ferrer         | Luis Jover      | Rohel Pascual Eduardo Serna    |
| −86kg        | Isaac Azcuy         | Héctor Esteves  | José Arias Walter Huber        |
| −95kg        | Venancio Gómez      | Juan Marín      | Jorge Comrie Alexis Mundo      |
| Ponad 95kg   | José Ibáñez         | Jaime Felipa    | Juan Santos Cirilo Davis       |
| Open         | Roberto Batista     | Cirilo Davis    | Héctor Esteves Jaime Felipa    |